# Religion au Danemark
Cet article traite des religions au Danemark.
79,1 % (2013) de la population appartient à l’Église du Peuple danois, une Église luthérienne. Le reste de la population appartient pour sa plus grande part aux autres Églises chrétiennes ou au culte musulman. 
L’Église catholique romaine, quant à elle, regroupe 0,7 % environ des Danois, soit plus de 35 000 personnes. Un seul diocèse catholique existe au Danemark, dont l’évêché se trouve à Copenhague. Son évêque est Mgr Czeslaw Kozon.

## Histoire
Sur le territoire du Danemark, se trouvent deux alignements mégalithiques néolithiques (Liste des sites mégalithiques au Danemark, Liste de dolmens au Danemark (de), Architecture mégalithique nordique (en)), particulièrement à Refsnæs (de), Myrhøj (de), mais aussi à la nécropole de Tustrup (3500 à 2800 avant l'ère commune). 
Longtemps après la Culture d'Ertebølle (de la culture des vases à entonnoir), le char solaire de Trundholm (-1400, de l'âge du bronze danois à culte solaire), le chaudron de Gundestrup (-50), les cornes d'or de Gallehus (vers 400), sont autant d'objets cultuels témoignant d'influences diverses (celtique, germanique, nordique). 
Si les Cimbres et les Teutons, et autres tribus germano-celtes du Jutland, ont fait trembler la lointaine Rome, lors de la guerre des Cimbres (105 à 101 avant l'ère commune), il reste trop peu de preuves de leurs pratiques autres que guerrières.

### 400
La période des Invasions barbares (375-575 et davantage) reste également mal renseignée pour la région. Mais un site (au moins) offre une multitude d'objets : le site archéologique d'Illerup Ådal (en), près de Skanderborg (Danemark).
Plus tard, les pierres runiques (pierres runiques au Danemark) attestent que les populations pratiquent alors la religion nordique ancienne (forn siðr, ancienne pratique), ce dont témoigne vraisemblablement le toponyme d'Odense. De l'Âge des Vikings (793-1066) datent l'amulette de Bornholm (de), les amulettes de Sorte Muld, le bateau-tombe de Ladby, et plusieurs tumuli...

### 900
Le christianisme est introduit au Danemark il y a un peu plus de 1 000 ans, selon une christianisation des peuples scandinaves progressive et tardive (par rapport au reste de l'Europe). Voir : expansion du christianisme au Moyen Âge.
Selon Alcuin, au début du 8e siècle, le missionnaire anglo-saxon Willibrord d'Utrecht (658-739), des missions anglo-saxonnes (en), apôtre de la Frise, également réputé pour les Évangiles d'Echternach, ne serait parvenu à convertir que trente enfants danois, et forcé de les ramener avec lui pour leur éviter le martyre. Anschaire de Brême (801-865) et Widukind de Corvey (925-980) sont deux sources d'information sur l'époque. 
À la fin du règne du roi de Danemark Harald Ier (911-985), le pays semble globalement christianisé, de confession catholique romaine, avec soumission à l’autorité du pape de Rome.

### 1500
Au début du XVIe siècle, des protestations (notamment celles de Luther en Allemagne) s’élèvent contre certaines pratiques catholiques. Elles conduisent à la création de l’Église protestante, qui n’utilise plus le latin mais les langues nationales, et dans laquelle les prêtres peuvent se marier et fonder une famille, entre autres changements. En 1536, l’Église protestante est introduite au Danemark. C'est la réforme en Danemark-Norvège-Holstein (en) : le luthéranisme devient la religion dominante au Danemark, et la langue nationale danoise entre dans la liturgie.
La Chronique de l'expulsion des Franciscains (en) présente une version de l'épisode de l'expulsion de l'Ordre des Frères mineurs en 1527-1532 de ses 28 couvents danois : anciens cloîtres au Danemark (de).
La loi de souveraineté de 1661 (de) introduit en Danemark-Norvège l'absolutisme et la suzeraineté royale sur l'Église, confirmée par le Danish Code (en) (Danske Lov, de 1683). Les confessions non-luthériennes (à la seule exception des diplomates et de leurs employés) sont illégales.
Le Collège de Missions (en) (Collegium de cursu Evangelii promovendo), établi en 1714 par le roi Frédéric IV, est une institution dano-norvégienne pour organiser des missions protestantes sous contrôle royal dans les possessions de l'Empire colonial danois.

### 1800
Le pasteur Nikolai Frederik Severin Grundtvig (1783-1872) est à l'origine du "grundtvigianisme", mouvement de renouveau spirituel luthérien, dit du « christianisme heureux du fermier » (gårdmændenes glade kristendom).
La Mission intérieure (''Indre Mission'') (en) (1861) est l'autre mouvement de renouveau spirituel luthérien nettement plus conservateur. 
Søren Kierkegaard (1813-1855) est le théologien danois le plus connu hors du Danemark, et réputé précurseur d'un existentialisme chrétien.
Après l'Âge d'or danois, le Printemps des peuples, c'est déjà la Révolution de Mars 1848 au Danemark, la Constitution danoise de 1849.
Et c'est seulement en 1849 que la liberté de religion est accordée, et que peuvent être relancées des missions catholiques au Danemark, vers la constitution d'une nouvelle Église catholique au Danemark.

## Répartition des diocèses
L'Église du Danemark est divisé en onze diocèses (Copenhague, Elseneur, Roskilde, Lolland-Falster, Fionie, Aalborg, Viborg, Aarhus, Ribe, Haderslev et Groenland). Chacun d'eux possède une cathédrale et est dirigé par un évêque. Les diocèses sont divisés en paroisses au nombre de 2 300, dirigées par des pasteurs. Dans la Constitution, il est écrit que « l’Église évangélique luthérienne est l’Église du peuple danois » et qu’elle est soutenue par l’État.

## Libertés, règles et droits de religion
Lorsque l’on est baptisé à l’Église danoise, on en devient automatiquement membre, mais chacun est libre de s’en retirer par la suite. Néanmoins, 69,2% (2010) des Danois baptisés restent membres de l’Église danoise. Un enfant baptisé reçoit un certificat de naissance et de baptême où sont inscrits son lieu de naissance, sa date de naissance, son numéro personnel (plus ou moins comme celui de la sécurité sociale) ainsi que l’identité de ses parents. Si l’on ne souhaite pas faire baptiser son enfant à l’Église danoise, on doit tout de même s’adresser à un de ses bureaux pour recevoir l’attestation de naissance et d’identité. L’enfant n’est alors pas membre de l’Église danoise, mais tous les enfants doivent avoir leur numéro personnel, un numéro que seule l’Église danoise est habilitée à délivrer. L’attestation de naissance et d’identité contient le nom de l’enfant, son numéro personnel, ses lieu et date de naissance ainsi que l’identité de ses parents, et éventuellement si l’enfant est baptisé dans une autre Église. Dans le sud du Jutland, les règles sont différentes. On doit s’adresser au « registre du peuple » (folkregistret).
S'il n'y a pas réellement de communion comme dans la religion catholique, les adolescents danois, à l'âge de 14-15 ans ont la possibilité de confirmer leur foi en Dieu. Cette confirmation a lieu après un an d'étude religieuse où ils doivent se rendre huit fois à l'Eglise. Cette cérémonie est un temps fort qui a lieu chaque année au printemps. À cette occasion, les villes revêtent les couleurs du drapeau danois.
Le ministre de l’Église est responsable des églises et des pasteurs. Mais chaque église dispose d’une gestion autonome. Tous les quatre ans, les membres de l’Église choisissent un « conseil de congrégation » (menighedsråd) pour leurs églises locales. Ces conseils désignent les pasteurs, mais ces derniers reçoivent leur salaire de l’État.
Le lundi suivant la confirmation, les confirmants bénéficient d'un jour chômé le "Lundi bleu" où ils peuvent par exemple visiter un parc d'attraction.
Les membres de l’Église danoise payent l’impôt de l’Église. Cet impôt couvre une partie des dépenses de l’Église. Il est levé en même temps que l’impôt d’État. On ne doit toutefois pas s’en acquitter si l’on n’est pas membre de l’Église danoise, ou que l’on s’en est retiré.
Depuis 1947, les femmes peuvent être pasteurs au Danemark. Cela a conduit à une forte augmentation du nombre de femmes dans les études de théologies et qui sont par la suite devenues pasteurs. Le plus haut poste dans la hiérarchie de l’Église est l’épiscopat. Plusieurs femmes y ont accédé ces dernières années.
Le rôle des pasteurs est avant tout de mener les actions de l’église, comme le baptême, la confirmation, le mariage, l’enterrement ou la messe. Cette dernière se tient tous les dimanches midi. On y chante des psaumes et écoute le prêche du pasteur concernant le texte de la Bible choisi. Il y a aussi des messes particulières à Noël, à Pâques ou à la Pentecôte. En outre, les pasteurs ont souvent un rôle social. Ils parlent avec les gens qui ont des problèmes, visitent les personnes âgées ou les malades de leur paroisse.
Le 6 novembre 2003, le paganisme nordique, par la Société des Ases et des Vanes au Danemark (fondée en 1997 à Odense), obtient du ministère des affaires religieuses le statut de religion reconnue. Elle rassemble des groupes locaux dans plusieurs régions du Danemark et compte autour de 600 fidèles.

## Galerie

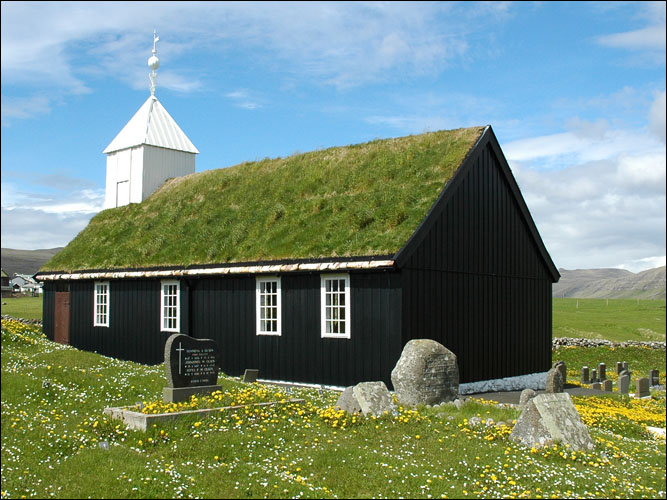
Église en bois de Sandur (îles Féroé)
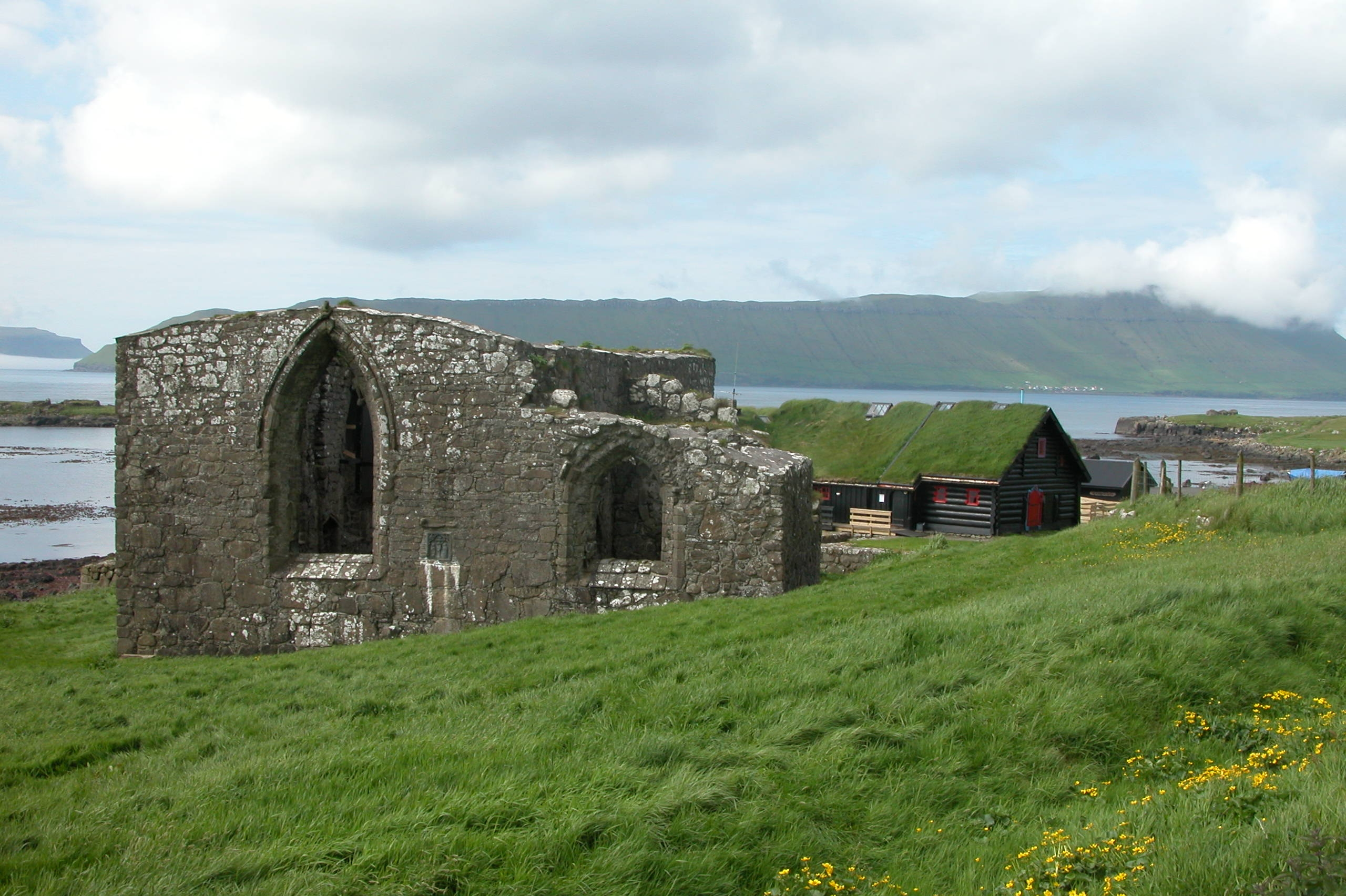
Cathédrale Saint-Magnus (îles Féroé)
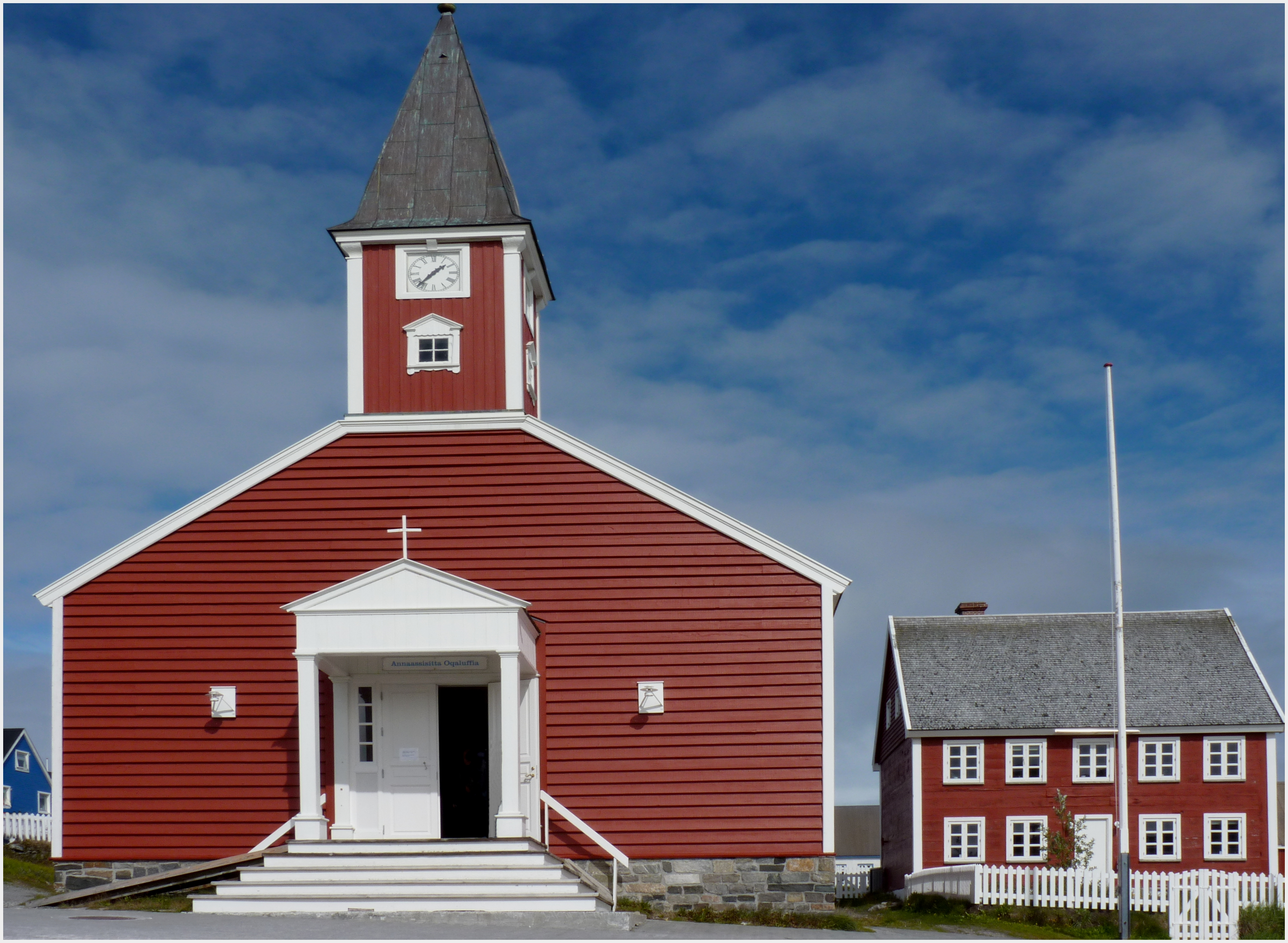
Cathédrale de Nuuk (Groenland)
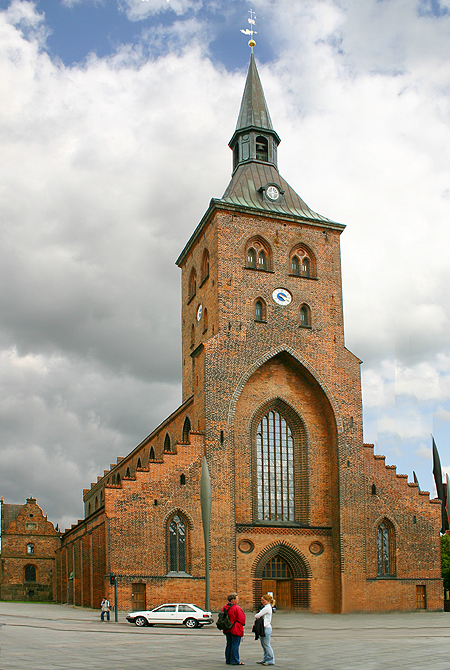
Cathédrale Saint-Knud d'Odense
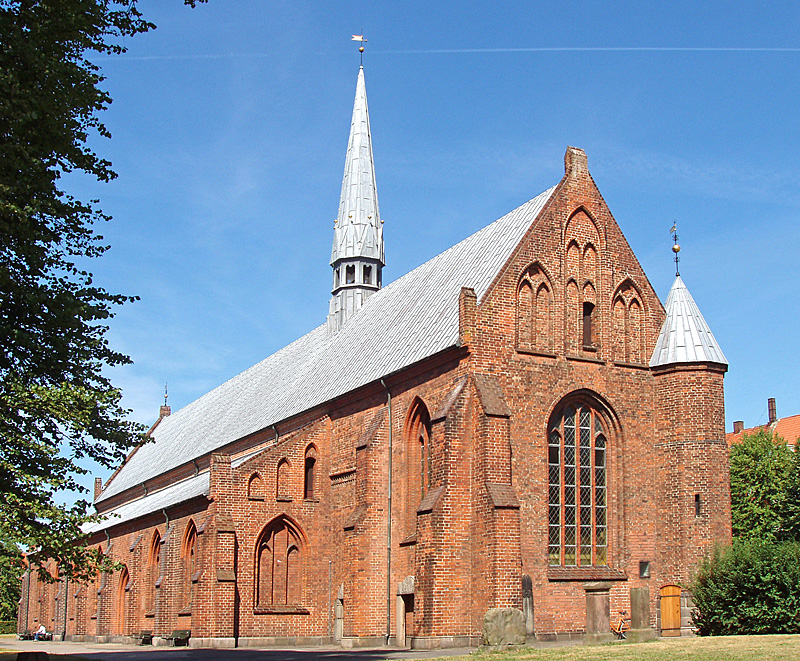
Cloître d'Horsens (Jutland central)
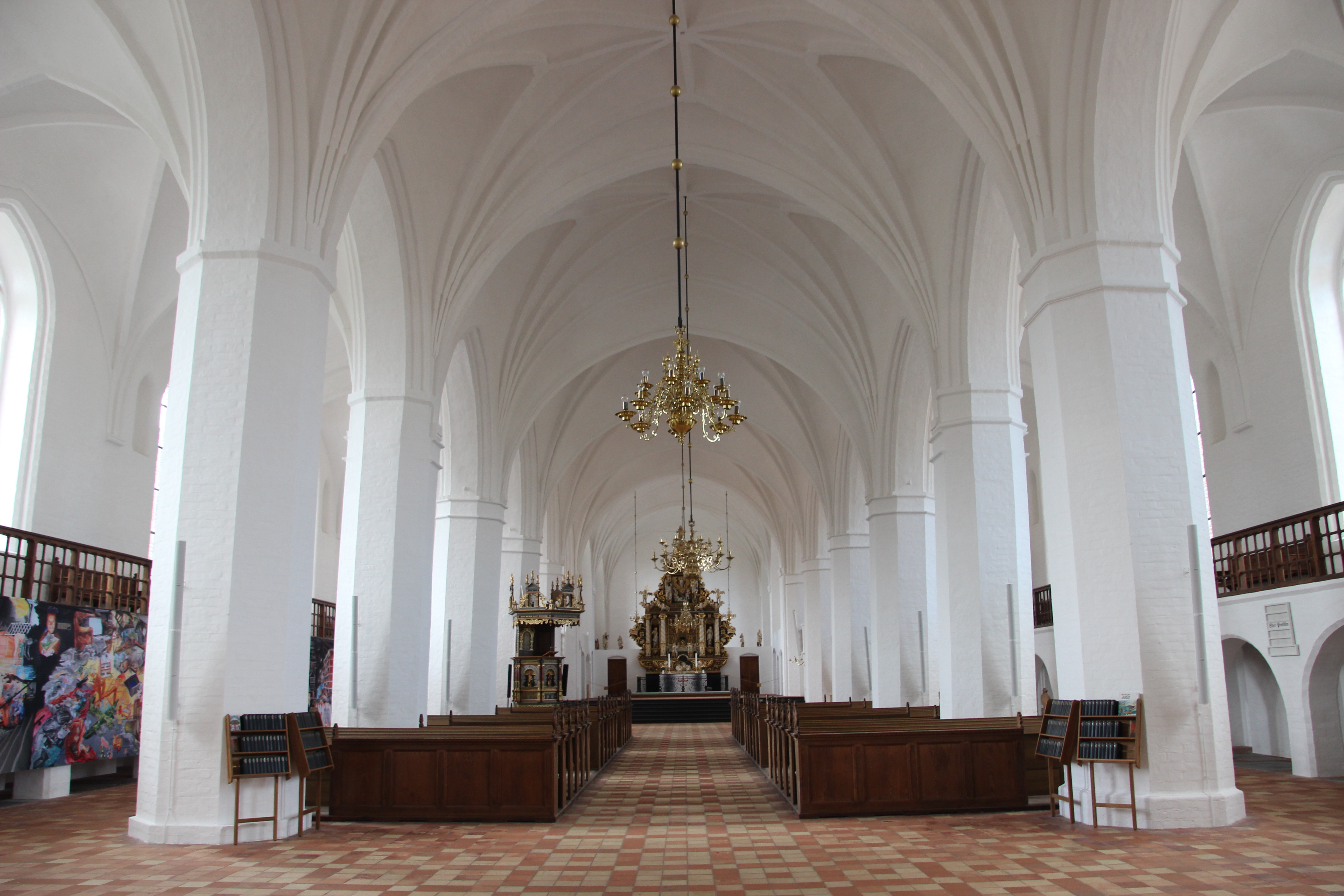
Cathédrale de Maribo
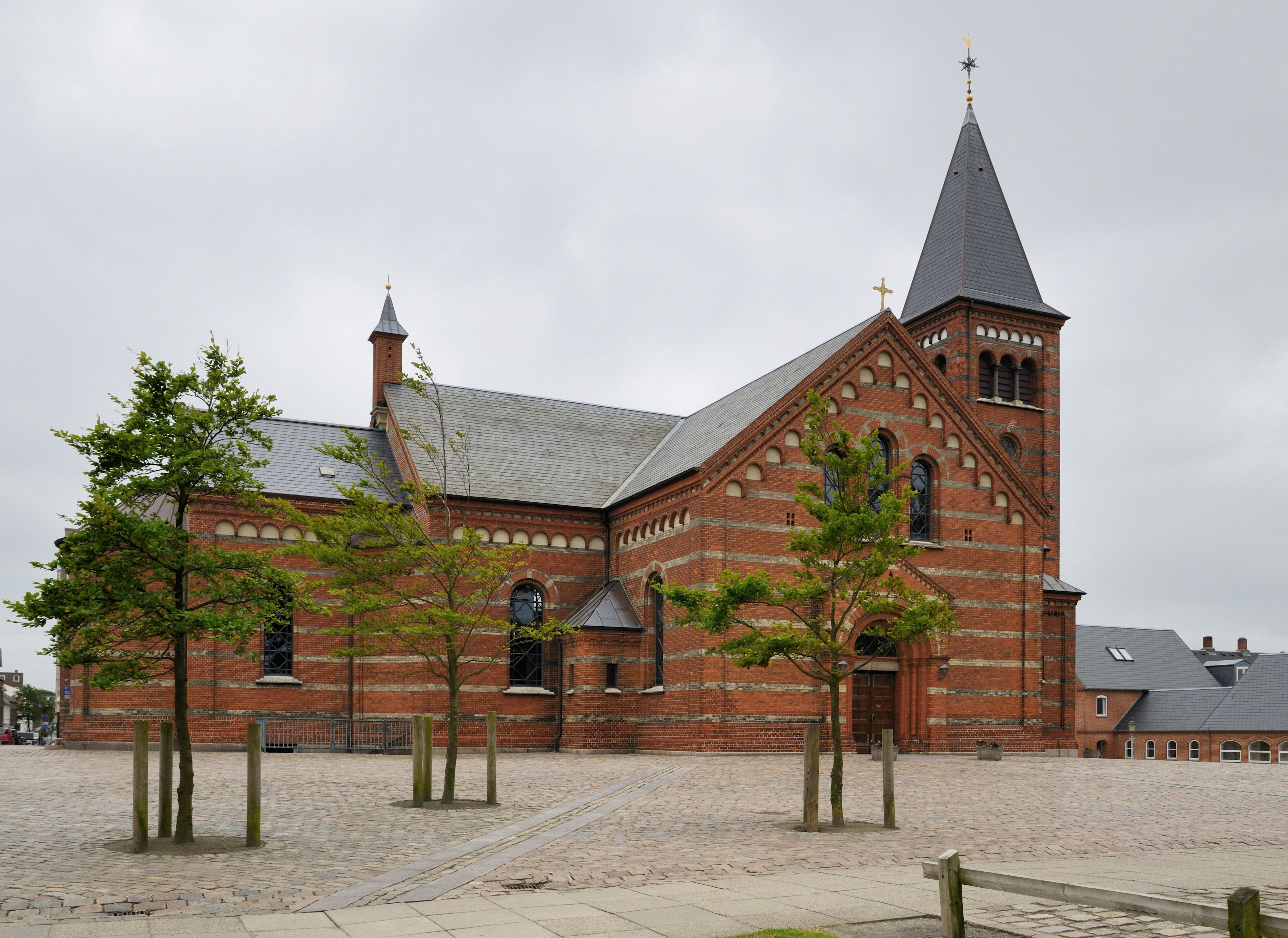
Église Notre-Sauveur (en) d'Esbjerg
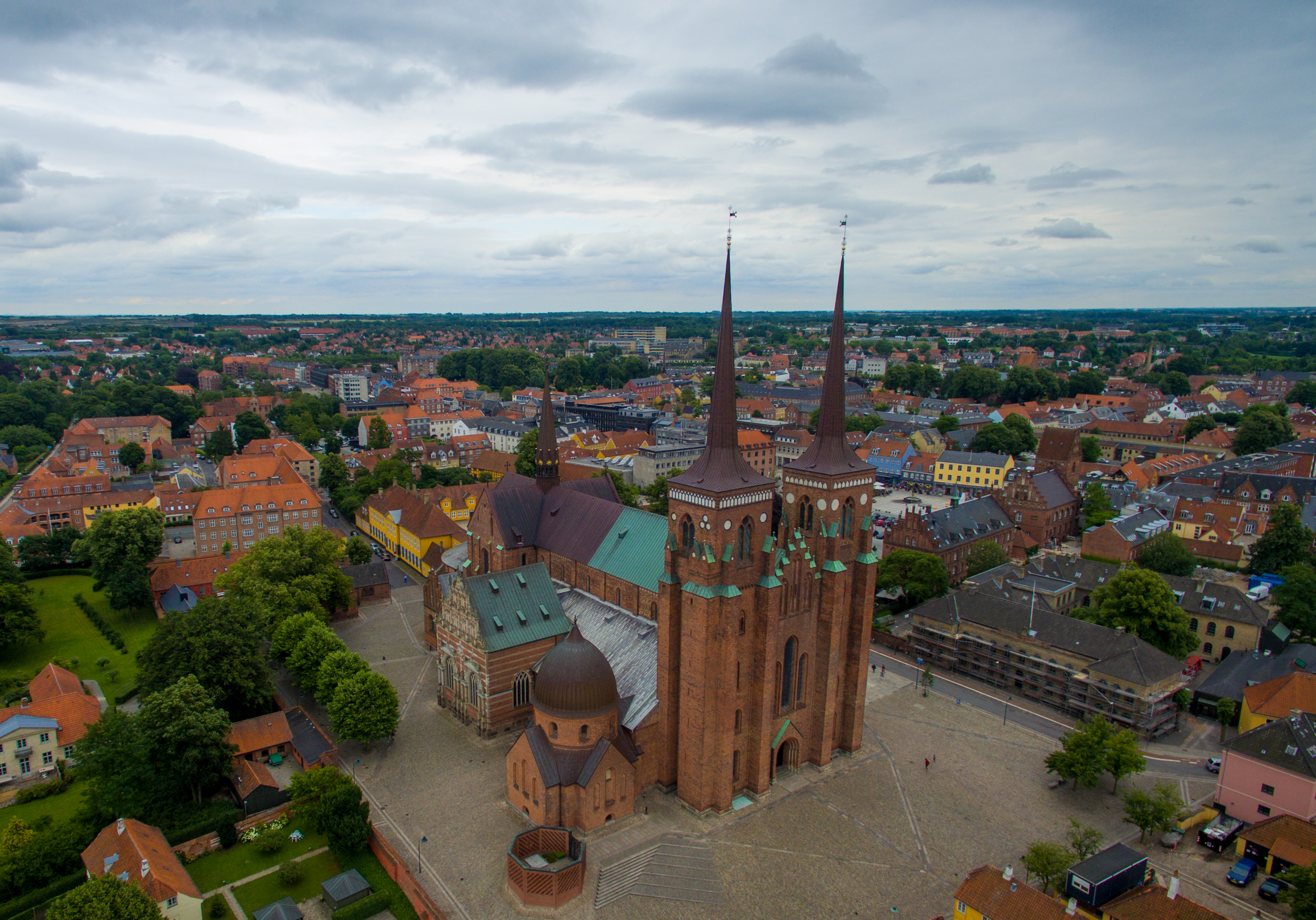
Cathédrale de Roskilde
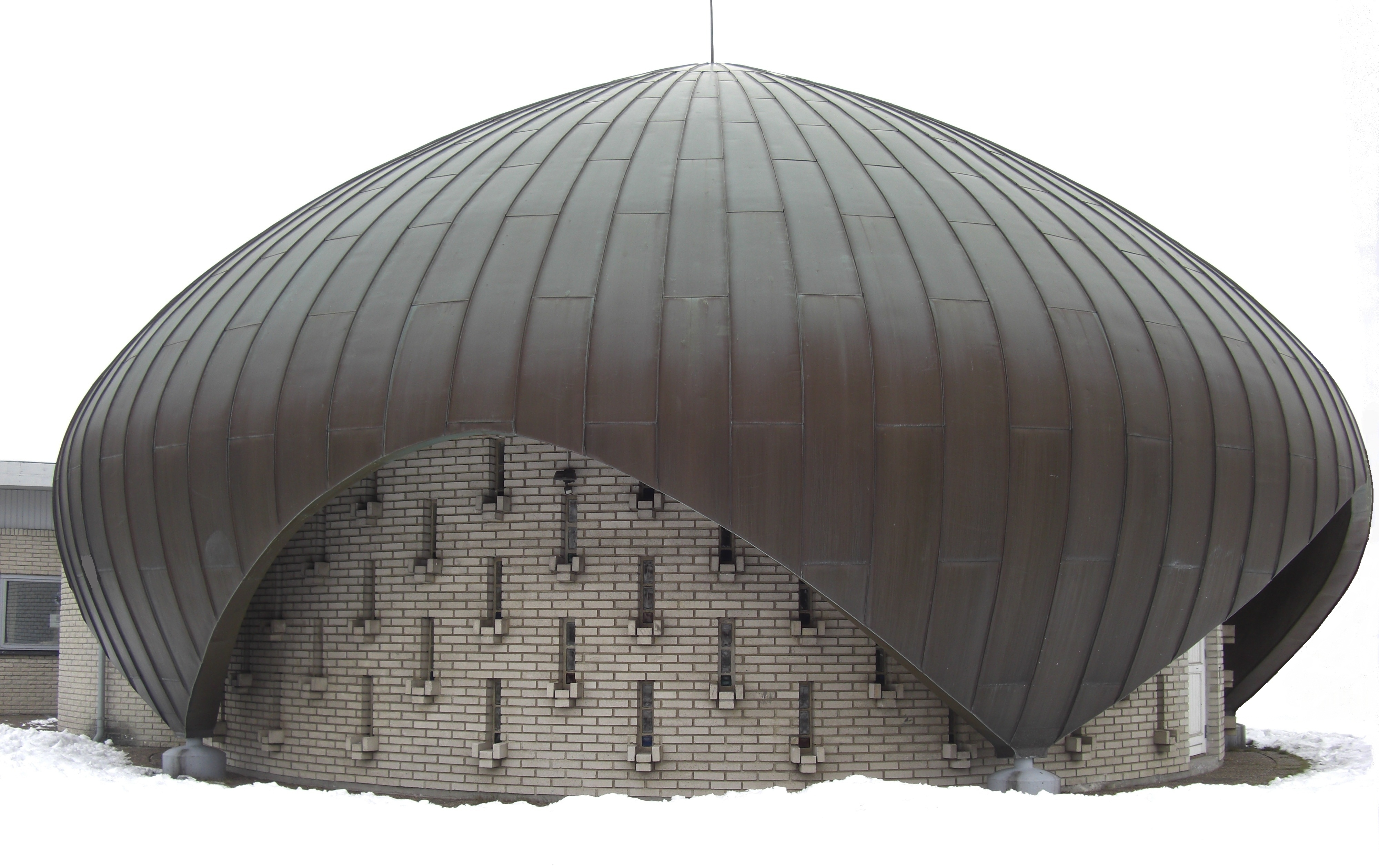
Mosquée Nusrat Djahan (Copenhague-Hvidovre)

## Repères actuels (2020)
Pour une population d'environ 6 000 000 de Danois en 2020, sans compter les diasporas, les immigrations récentes et les migrants :
- Religion au Danemark (rubriques)
- Christianisme au Danemark (en) (70..80 %), Christianisme au Danemark (rubriques)
  - Luthéranisme (70..75 %)
    - Église du Danemark (1536, Église évangélique-luthérienne du Danemark ou Église nationale danoise), Église danoise de Paris (1955)
    - Église des îles Féroé, Diocèse du Groenland

  - Orthodoxie (1,7 %)
  - Catholicisme (1,3 %) : saints catholiques danois, monastères dominicains au Danemark (en)
    - Église catholique aux Îles Féroé, (Église catholique au Groenland)
    - Conférence épiscopale nordique

  - autres formes de christianisme (7 %)
    - Synode réformé du Danemark (en), soit 4 congrégations calvinistes, d'environ 700 adeptes
    - Baptisme : Union baptiste du Danemark (en) (environ 5 260 membres revendiqués)
    - Pentecôtisme : peut-être 4 000 membres anciennement musulmans[5]
    - Témoins de Jéhovah (14 588 fidèles actifs[6])
    - Temple mormon de Copenhague
- Autres spiritualités (< 5 %)
  - Bouddhisme au Danemark (rubriques) (1,1 %, soit peut-être 20 000 adeptes en 2020)
  - Judaïsme, Histoire des Juifs au Danemark (0,5 %), Grande synagogue de Copenhague (1833), Liste de cimetières juifs au Danemark (de)
  - Foi baha'ie au Danemark (en) (1200 en 2005)
  - Hindouisme au Danemark (en) (12 000 estimés en 2005, principalement originaires d'Inde et du Sri Lanka)
  - Islam au Danemark (en) (0,8 %), Mosquée Mariam (Copenhague)
  - Néopaganisme : Ásatrú, en référence à une religion nordique ancienne, monastère de Forn Siðr (en) (2003), Valheim Hof (en)
  - Théosophie en Scandinavie (en)
- Autres (>10%)
  - Agnosticisme (10..40 %), Irréligion au Danemark (en), athéisme (9,3 %), indifférence, prudence…
  - Refus de donner son opinion (nc)
- (Religion au Groenland (en), Mythologie inuite et religion inuite)